# Como (provins)
Como är en provins i regionen Lombardiet i Italien. Como är huvudort i provinsen. Bland andra orter finns Tremezzo. Provinsen bildades i Hertigdömet Milano en delstat i Tysk-romerska riket 1786 och var i stort oförandrad när Kungariket Sardinien genom freden i freden i Zürich 1859 erhöll Lombardiet upp till floden Mincio från Kungariket Lombardiet-Venetien. Vid bildandet av provinsen Varese 1927 overfördes kommuner till den nya provinsen och 1995 överfördes 84 kommuner till provinsen Lecco.

## Administrativ indelning
Provinsen Como är indelad i 148 comuni (kommuner). Alla kommuner finns i lista över kommuner i provinsen Como.
| Datum            | Ny kommun                 | Kommuner som upphörde                                           |
| ---------------- | ------------------------- | --------------------------------------------------------------- |
| 11 februari 2011 | Gravedona ed Uniti        | Consiglio di Rumo, Germasino och Gravedona                      |
| 4 februari 2014  | Bellagio                  | Bellagio och Civenna uppgick i                                  |
| 4 februari 2014  | Colverde                  | Drezzo, Gironico och Parè                                       |
| 4 februari 2014  | Tremezzina                | Lenno, Mezzegra, Ossuccio och Tremezzo                          |
| 1 januari 2017   | Alta Valle Intelvi        | Lanzo d'Intelvi, Pellio Intelvi och Ramponio Verna              |
| 1 januari 2017   | San Fermo della Battaglia | Cavallasca uppgick i                                            |
| 1 januari 2018   | Centro Valle Intelvi      | Casasco d'Intelvi, Castiglione d'Intelvi och San Fedele Intelvi |
| 1 januari 2019   | Solbiate con Cagno        | Cagno och Solbiate                                              |

## Geografi
Provinsen Como gränsar:
- i norr mot Schweiz
- i öst mot provinserna Sondrio och Lecco
- i syd mot provinsen Milano
- i väst mot provinsen Varese

Provinsen omfattar också en enklav i Schweiz, Campione d’Italia, vid Luganosjön.